# 하남 (축구 선수)
하남(1998년 12월 7일 ~ )은 대한민국의 축구 선수이다. 포지션은 공격수이다. 현 전남 드래곤즈 소속이다.

## 클럽 경력
2020년, K리그2 참가팀 FC 안양은 자유계약을 통해 남부대학교에 있던 그를 영입하게 된다. 첫 시즌에는 리그 2경기와 FA컵 1경기에 출전하는데 그쳤다.
2021시즌에도 전반기 리그 1경기, FA컵 2경기에 나서는데 그치며 출전 기회를 거의 잡지 못했다. 그러나 주전 공격수 조나탄의 코로나19 확진자와의 밀접 접촉으로 인한 자가격리로 기회를 잡았고, 7월 10일 김천 상무 전에서 드리블 돌파 이후 수비수 두 명 사이로 때린 슈팅이 들어가며 본인의 프로 데뷔골을 기록했다.
8월 23일 리그 26라운드 부천 FC 1995 원정에서 선발출전했다. 후반 8분에 닐손주니어의 포물선 패스가 잔디에 바운드되어 강의빈을 제치면서 뒤로 침투하던 그에게 연결되었고, 그가 침착하게 슛페인트로 강의빈을 벗겨낸 후 때린 슈팅이 송홍민의 몸을 날린 수비에도 불구하고 골문 오른쪽으로 시원하게 빨려들어가며 결승골을 기록했다.
10월 17일의 리그 34라운드 서울 이랜드 전에서는 코너킥 상황에서 흘러나온 공을 주현우가 짧은 크로스로 넘겨준 것을 높게 점프해 헤더로 내리찍으며 동점골을 가져왔다.
2021시즌 리그와 FA컵 포함 안양에서의 기록은 18경기 출전 3골로, 가능성을 보여준 프로 두번째 시즌이라고 한다.
2022년 경남 FC에 합류했다.

## 플레이 스타일
득점력은 물론 활발한 활동량이 높이 평가되는 공격수라고 한다.